# Niels Ryberg Finsen
Niels Ryberg Finsen (Tórshavn, Islas Feroe, 15 de diciembre de 1860-Copenhague, 24 de septiembre de 1904) fue un médico danés, conocido por haber descubierto el efecto germicida de la luz ultravioleta. Recibió el Premio Nobel de Medicina o Fisiología en 1903.

## Semblanza
En 1882, viaja a Copenhague para estudiar medicina en su universidad, aprobando su examen final en 1890. Posteriormente sería profesor en dicha universidad.
Los hallazgos de Émile Duclaux sobre la capacidad destructora de los rayos ultravioleta, aplicados a colonias de bacterias fueron la base de su trabajo. Alcanzó la fama por sus investigaciones sobre los efectos fisiológicos de la luz, ya que descubrió las propiedades estimulantes y bactericidas de los rayos actínicos (azul, violeta y ultravioleta). Desarrolló una lámpara eléctrica de arco voltaico (luz de Finsen) para el tratamiento del lupus tuberculoso y otras afecciones cutáneas similares. 
Con objeto de poder continuar su trabajo y las aplicaciones de sus métodos fototerapéuticos se creó en Copenhague el Instituto Finsen en 1896.
Su enfermedad le impidió en 1903 recoger el Premio Nobel de Medicina que le fue otorgado.
Entre sus publicaciones más conocidas figuran una obra destinada a explicar la teoría general del efecto de la luz sobre el organismo vivo (1895) y otra sobre el empleo médico de los rayos de luz química concentrados (Om Anvendelse in Medicinen af koncentrerede kemiske lysstraaler, 8 vv. 1896).

## Eponimia
- El cráter lunar Finsen lleva este nombre en su honor.
- Así mismo, desde el año 2003 conmemora su nombre el Finsen Dorsum,[1] situado en el asteroide (433) Eros.
- Laboratorio Finsen Archivado el 9 de abril de 2009 en Wayback Machine.